# マルク＝ジョゼフ・マリオン・デュフレーヌ

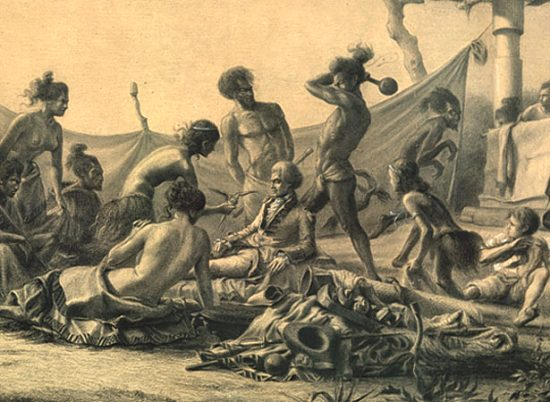

マルク＝ジョゼフ・マリオン・デュフレーヌ（Marc-Joseph Marion-Dufresne,1724年5月22日 - 1772年6月12日）は、18世紀のフランス海軍軍人、探検家。

## 生涯
ブルターニュ地方のサン・マロに生まれる。若くして海軍に入りオーストリア継承戦争などに従軍。のちにフランス東インド会社に所属しフランス島（現在のモーリシャス）に移り住んだ。インド洋の貿易で財産を築いたマリオンは1768年にセーシェル諸島の探検調査を行っている。さらに南方の未探索の海域で、当時存在が想定されていた「未知の南方大陸（テラ・アウストラリス）」を発見したいと望んでいたマリオンは、世界周航を行った探検家ブーガンヴィルがフランスに連れてきたタヒチ島民アオトゥールー（Aoutourou）を故郷に送り届け、その途中で南方海域の探索を行うという航海を提案した。マリオン自身も出資するこの計画はモーリシャスの総督に認められ、彼を補佐する士官と2隻の船、マスカリン号およびマルキ・ド・カストリー号が用意される運びとなった。
1771年10月18日にフランス島を出港したが、その時すでに天然痘に罹っていたアオトゥールーはマダガスカル沖を航海中に死亡した。航海の主目的はここで失われたが、探検のために航海は続けられることになり、2隻の船は喜望峰を経由して進路を南にとった。1772年1月13日、プリンス・エドワード諸島に到達し（1663年にオランダ人によって発見されたが、位置が正しく記録されなかったため見失われていた）、大きい方の島には「希望の土地」の名が与えられた（現在のマリオン島）。ここから同緯度を東に向かった探検隊は1月24日、新たにクローゼー諸島を発見。オーストラリアの南を通ってさらに東へ航海し、タスマニアに立ち寄った後、1772年3月25日ニュージーランド北島に到着。これはヨーロッパ人としてはタスマン、クック、シュルヴィルに続く4度目のニュージーランド来航となった。5月、アイランズ湾に停泊。現地のマオリ族はタヒチの語彙がある程度通じ、取引を行って友好的な関係を持てたため、船の乗組員は警戒を緩め、壊血病患者を静養のため上陸させ、水と食糧を調達し船の修理に取りかかった。だがやがてフランス人たちは知らずにマオリの禁忌を犯してしまう（船のマストを修理するためカウリの木を伐採したという説と、禁じられた場所で釣りをしたという説がある）。6月12日に上陸したマリオンを含む一行は夜になっても船に戻らなかった。その翌日陸地に送られたボートの乗員が1人を除いて全員殺害されたことではじめてマオリの敵対を知った副官のクローゼーは、生存者を捜索し収容するために武装した一隊を上陸させるが、集結してきたマオリ族との戦いになりマオリの側に多くの死傷者が出た。マオリの集落に入ったフランス人たちはマリオンらの遺体の一部とその着衣を見つけ、報復としてその集落を焼き払った。マリオン亡き後の指揮はマルキ・ド・カストリー号の艦長デュ・クレムール（du Clesmeur）に引き継がれ、探検隊はフィリピンを経由してフランス島に帰還した。

## マリオンのゾウガメ
1766年、マリオンはセーシェルからモーリシャスにセーシェル諸島固有のアルダブラゾウガメ(またはその亜種)を持ち込み、その個体は島の要塞でペットとして兵士達に愛玩されるようになった。このゾウガメのその後については複数の異なる文献が残っており、152年の飼育の後に1918年に死亡した「マリオンのゾウガメ」と呼ばれる個体（マリオンという名ではなかったとされる）の記録と、本種の亜種であるセーシェルゾウガメの雌の個体「マリオン」が、前述の「マリオンのゾウガメ」と同様の経緯でモーリシャスに持ち込まれ、1918年に砲台からの転落事故で死亡した記録が残っている。こちらのマリオンは捕獲当時30から50歳と推定されており、1918年の死亡時には地球上で最高齢の生物として認知されていた。また、自らの種が1790年代後半に絶滅して以降、120年余りを地球上最後の個体として生き延びた逸話とともに語られる事でも知られている。